# Tactical Intervention
Tactical Intervention (укр. Тактичне втручання) — тривимірна комп'ютерна гра, шутер від першої особи, яку розробляє корейська компанія FIX Korea під керівництвом творця серії ігор Counter-Strike — Міна Лі. Видавцем виступає компанія Mayn Interactive. Офіційна дата виходу — 8 жовтня 2013 року. Гра орієнтована на багатокористувацький режим, де гравці поділені на дві різні команди, які на зразок оригінальної Counter-Strike, б'ються, використовуючи різну зброю і тактику.

## Розробка гри
У квітні 2008 року Мін Лі покинув компанію Valve, яка відмовилася виділяти кошти на розробку нової гри Counter-Strike 2. Мін, в надії створити нову гру у цій серії вирушив до Південної Кореї, де знайшов інвесторів, які виділили кошти на розробку його гри. Потім Мін Лі вступив в компанію FIX Korea, де разом з декількома новими найнятими працівниками продовжив розробку Tactical Intervention.

28 вересня 2009 року журналісти найбільшого ігрового ресурсу IGN взяли інтерв'ю у Міна Лі, в якому він багато розказав про історію розробки гри і її особливості.
18 березня 2010 року розпочався прийом заявок на закрите бета-тестування гри. Заявки на нього приймалися на офіційній сторінці видавця гри на сайті Facebook.
13 травня 2010 року розпочалося бета-тестування гри, для гравців з Південної Кореї, а також був відкритий прийом заявок на участь у тестуванні для гравців Європи і Північної Америки.
11 листопада 2010 року була опублікована новина щодо статусу розробки гри, у якій повідомлялася попередня дата виходу і подробиці щодо бета-тестування в Європі. У той же день вийшов офіційний пресреліз, в якому повідомлялася нова попередня дата виходу гри — перша половина 2011 року. Також в ньому повідомлялися нові деталі, щодо бета-тестування гри. Був оголошений видавець гри на території Європи — Mayn Interactive.

30 грудня 2011 року після довгого затишшя вийшов новий трейлер до гри.
8 жовтня 2013 року гра вийшла у Steam.

## Ігровий процес
Ґеймплей гри схожий на ґеймплей ігор серії Counter-Strike. Гравці поділяються на дві команди — терористів і контртерористів, які б'ються між собою або виконують завдання для досягнення перемоги. У порівнянні з Counter-Strike в гру додано багато нових елементів. Одним з основних елементів є швидші бої, а отже і швидші раунди